# Vịnh Xuân quyền (phim truyền hình)
Vịnh Xuân quyền (tiếng Trung: 咏春, tiếng Anh: Wing Chun) là một bộ phim truyền hình Trung Quốc cùng Hồng Kông phối hợp sản xuất và phát sóng vào năm 2007. Đây là 1 trong những bộ phim quy tụ dàn diễn viên nổi tiếng và đình đám nhất của phim ảnh Hoa ngữ vào thời điểm đó. Nội dung bộ phim xoay quanh câu chuyện về thời niên thiếu của Lương Bích và quá trình trở thành truyền nhân đời thứ 6 của phái võ Vịnh Xuân quyền.

## Tóm tắt nội dung
Truyện phim xoay quanh nhân vật chính Lương Bích (Tạ Đình Phong) và quá trình anh trở thành truyền nhân thứ 6 của bộ môn Vịnh Xuân quyền. Từ nhỏ anh đã là một chàng trai gan dạ, máu lửa và rất có tố chất học võ, trong khi người em là Lương Xuân lại có tính cách điềm đạm, nhu nhược nên đi theo con đường y thuật và sách vở. Cha của hai người là Lương Tán (Nguyên Bưu) – truyền nhân đời thứ năm của Vịnh Xuân quyền đã lập ra một y quán mang tên Tán Sinh Đường (hay Thế Sinh Đường) với mục đích chữa trị bệnh tật cho người dân Phật Sơn, nên ông được người dân nơi đây hết mực kính nể.
Khi còn là một thiếu niên, Lương Bích rất đam mê võ thuật và Lương Tán đã sớm nhận ra điều này. Tuy nhiên do những luật lệ khắt khe của dòng họ để chọn ra truyền nhân môn Vịnh xuân đời tiếp theo, nên ông đã cố gắng thuyết phục con trai học y thuật để sửa đổi nề nếp trước khi tính tới truyền thụ võ công cho con. Nhưng do tính cách bốc đồng, không hợp với cha, Lương Bích nhất quyết không học theo phái võ của cha. Lương Bích đến các võ quán khác nhau, học các môn võ khác nhau, đồng thời cũng tự nghĩ ra các thế võ của riêng mình. Hàng ngày, anh còn hay đi gây sự, đánh lộn, không tuân thủ theo các quy tắc của cha. Cũng vì thế mà Tán Sinh Đường bị các môn phái khác coi đây như nơi để tỉ thí và so tài cao thấp, và Lương Tán buộc phải đứng ra xử lý mọi chuyện do con mình gây ra.
Chán nản vì không được cha truyền thụ võ công, Lương Bích bỏ sang Hồng Kông và tại đây, anh gặp được Hoàng Hoa Bảo (Hồng Kim Bảo) – sư phụ của Lương Tán. Hoàng Hoa Bảo đã lừa anh học theo những thế võ của Vịnh Xuân Quyền. Dần dần, Lương Bích được thuần phục, trở nên yêu thích Vịnh Xuân, muốn nhận Hoàng Hoa Bảo làm thầy. Hoàng Hoa Bảo vẫn dạy Vịnh Xuân Quyền cho anh, nhưng trên danh nghĩa thay mặt Lương Tán-cha anh dạy võ cho anh. Ở Hồng Kông, anh cũng gặp gỡ và nảy sinh tình cảm với Phương Di (Lý Thể Hoa), một tiểu thư danh giá và hiền lành, nhưng lại gặp phải cản trở từ gia đình cô. Bên cạnh đó, Tiểu Man Đầu (Lưu Tử Nghiên) – một cô hầu luôn đi theo Lương Bích để hỗ trợ và hết lòng phò tá anh học Vịnh Xuân quyền, cũng đem lòng thầm thương trộm nhớ cậu chủ của mình. Sau cùng, vì những trắc trở trong tình yêu với Phương Di khi cô nhất quyết muốn Lương Bích dứt ra khỏi con đường võ học, còn Tiểu Man Đầu chấp nhận hi sinh, trải qua mọi gian khó cùng Lương Bích cũng như ủng hộ anh tiếp tục học Vịnh Xuân Quyền, nên Lương Bích đã quyết định chọn Tiểu Man Đầu làm ý chung nhân.
Trong khi đó, Cao Minh (Hồng Thiên Chiếu) – một môn đò của Phách Quái Môn đã đem lòng yêu Tiểu Man Đầu nhưng bị cô từ chối. Hận thù vì người được Tiểu Man Đầu chọn là Lương Bích, Cao Minh quyết tâm học võ thuật và được truyền bí kíp Thiết Tuyến quyền. Sau khi thành thục Thiết Tuyến quyền, Cao Minh gửi lời thách đấu đến Lương Bích và đánh bại anh, Lương Tán đã đến dùng võ công đấu với Cao Minh nhưng không địch lại được và bị giết chết. Sau khi cha bị hại chết, Lương Bích giày vò bản thân vì không bảo vệ được cha nên tập trung hết mình để luyện Vịnh Xuân quyền chờ ngày tái đấu với Cao Minh. Trong cuộc tái đấu giữa hai người, Lương Bích là người giành chiến thắng chung cuộc. Cuối phim, anh phát hiện ra cha mình là Lương Tán vẫn còn sống, và ông đã trao lại cho con trai mình chức truyền nhân của Vịnh Xuân quyền trước khi về ở ẩn.

## Diễn viên

### Tán Sinh đường
- Nguyên Bưu vai Lương Tán
- Tạ Đình Phong vai Lương Bích
- Lương Xuân Nhất (Anson Leung Chun-Yat) vai Lương Xuân
- Công Phương Minh (Kung Fong-Ming) vai Dịch Thông Tài (chú Tài)
- Lưu Tử Nghiên vai Dịch Tiểu Mạn (Tiểu Màn Thầu)
- Chu Triệu Châu (Zhu Zhao-Zhou) vai Dầu Đậu Phụ
- Hồ Khả vai Cửu Vân Đệ (Cửu cô nương)
- Chu Thụy (Jolie Zhu Rui) vai Lan Hương
- Tống Tiểu Hổ (Tong Xiao-Hu) vai Đường Sỹ Nguyên (Đường đại phu)
- Ngũ Doãn Long vai Trần Hoa Thuận (Tráo tiền hoa)
- Hà Hạo Dương (He Hao-Yang) vai Mạc Tâm Như / Lâm Thiếu Quân

### Diễn viên khác
- Hồng Kim Bảo vai Hoàng Hoa Bảo (chú Hoa)
- Từ Hướng Đông (Xu Xiang-Dong) vai Phục Chấn Đông
- Hồng Thiên Chiếu vai Cao Minh
- Giang Nhược Lâm vai Tiểu Thúy
- Wang Gang (王岗) vai Long Kim Thắng (Long lão gia)
- Nguyên Mạn An (Tommy Yuen Man-On) vai Long Hách
- Từ Văn Lâm (Elin Xu Wen-Lin) vai Lại Phương Phương
- Lý Thái Hoa vai Phương Di
- Lâm Uy (Lam Wai) vai Sa Chấn Trung
- Tôn Tân Hạo (Sun Bin-Hao) vai Lại Tam
- Cao Bồi (Gao Bo) vai Tề Nam
- Trương Kinh (Zhang Jing) vai Tề Bắc
- Kế Xuân Hoa vai Thường Quân Lôi
- Diên Kiệt (Yan Jie) vai Thường An Nam
- Lưu Gia Huy vai Tiểu Vương gia

## Phát sóng quốc tế
| Quốc gia | Nhan đề phim                             | Ngày phát sóng                | Kênh truyền hình |
| -------- | ---------------------------------------- | ----------------------------- | ---------------- |
| Thái Lan | พยัคฆ์ร้ายหมัดหย่งชุน (Payakrai Mud Yong Chun) | 16 tháng 11 năm 2015          | Mono29           |
| Việt Nam | Vịnh Xuân quyền                          | năm 2008                      | VTV3             |
| Việt Nam | Vịnh Xuân quyền                          | 18h, ngày 13 tháng 7 năm 2012 | VTV2             |